# Júnior Verde
Jesuíno Cordeiro Mendes Júnior (Santa Inês, 2 de setembro de 1975) é um político brasileiro. Conhecido politicamente como Junior Verde, é filiado ao Republicanos. Foi Deputado Estadual no Estado do Maranhão.
Policial civil concursado, advogado e poeta, foi eleito deputado pela primeira vez em 2014, obtendo 32.223 votos e ganhando uma vaga pelo quociente eleitoral. Não obteve êxito em 2018 e 2022 na disputa pelo cargo.